# Adminer
Adminer (бывший phpMinAdmin) — это легковесный инструмент администрирования MySQL, PostgreSQL, SQLite, MS SQL и Oracle. Проект родился как «облегчённый» вариант phpMyAdmin. Распространяется на условиях Apache License в форме одиночного PHP-файла размером около 380 КБ, который является результатом компиляции исходных php- и js-файлов с помощью специального PHP-скрипта. Первая версия Adminer’а была выпущена 25 июля 2007 года. Несмотря на свою легковесность, этот скрипт поддерживает практически все возможности phpMyAdmin/phpPgAdmin и других аналогичных инструментов.

## Возможности Adminer
- Базовые функции: выбор базы данных, выбор и редактирование её таблиц, просмотр и редактирование их содержимого
- Поиск и сортировка по содержимому нескольких колонок таблицы
- Редактирование таких объектов, как: представления, триггеры, события, хранимые процедуры, процессы, переменные mysql, права доступа пользователей
- Текстовое поле для ввода произвольных SQL выражений с поддержкой истории команд
- Подсветка SQL-синтаксиса
- Экспорт баз данных и их таблиц
- Удобный пользовательский интерфейс (активно использующий JavaScript)
- Переключаемый язык интерфейса (английский, русский, чешский, словацкий, немецкий, испанский, датский, французский, итальянский, эстонский, венгерский, китайский, японский, тамилский, всего включено 28 языков интерфейса)
- Визуальный редактор E-R схем БД
- Защита от взлома через XSS, CSRF, SQL инъекции, похищение сессий…
- Вывод валидных XHTML 1.1 страниц в кодировке UTF-8

Также поставляется специальная, ещё более облегчённая версия скрипта Adminer Editor предназначенная для работы только с одной базой данных и ориентированная на встраивание в админ-часть динамических сайтов и CMS. Размер «скомпилированного» editor.php — около 100 KB.